# Сет Джонсон
Сет Джонсон (англ. Seth Johnson, нар. 12 березня 1979, Бірмінгем) — англійський футболіст, що грав на позиції нападника.
Виступав, зокрема, за клуб «Лідс Юнайтед», а також національну збірну Англії.

## Клубна кар'єра
У дорослому футболі дебютував 1996 року виступами за команду «Кру Александра», в якій провів три сезони, взявши участь у 93 матчах чемпіонату. 
Протягом 1999—2001 років захищав кольори клубу «Дербі Каунті».
Своєю грою за останню команду привернув увагу представників тренерського штабу клубу «Лідс Юнайтед», до складу якого приєднався 2001 року. Відіграв за команду з Лідса наступні чотири сезони своєї ігрової кар'єри.
Завершив ігрову кар'єру у команді «Дербі Каунті», у складі якої вже виступав раніше. Повернувся до неї 2005 року, захищав її кольори до припинення виступів на професійному рівні у 2007 році.

## Виступи за збірні
У 2000 році залучався до складу молодіжної збірної Англії.
Того ж року дебютував в офіційних матчах у складі національної збірної Англії. Загалом протягом кар'єри в національній команді провів у її формі 1 матч.